# Meigs County (Ohio)
 For alternative betydninger, se Meigs County. (Se også artikler, som begynder med Meigs County)
Meigs County er et county i den amerikanske delstat Ohio. Meigs County ligger i den sydøstlige del af delstaten og grænser mod Athens County i nord, Gallia County i sydvest og mod Vinton County i vest. Meigs County grænser desuden også op imod delstaten West Virginia i syd og øst.
Meigs Countys totale areal er 1.120 km² hvoraf 8 km² er vand. I 2000 havde Meigs County 23.072 indbyggere.
Meigs County administration ligger i byen Pomeroy.
Meigs County blev grundlagt i 1804 og er opkaldt efter guvernør Return J. Meigs, jr.

## Demografi
Ifølge folketællingen fra 2000 boede der 23.072 personer i Meigs County. Der var 9,234 husstande med 6.574 familier. Befolkningstætheden var 21 personer pr. km². Befolkningens etniske sammensætning var: 97,73% hvide, 0,69% afroamerikanere.
Der var 23.072 husstande, hvoraf 31,20% havde børn under 18 år boende. 56,90% var ægtepar, som boede sammen, 10,00% havde en enlig kvindelig forsøger som beboer, og 28,80% var ikke-familier. 25,00% af alle husstande bestod af enlige, og i 11,70% af tilfældene boede der en person, som var 65 år eller ældre.
Gennemsnitsindkomsten for en husstand var $27.287 årligt, mens gennemsnitsindkomsten for en familie var på $33.071 årligt.